# Titularbistum Aquae in Numidia
Aquae in Numidia (ital.: Acque di Numidia) ist ein Titularbistum der römisch-katholischen Kirche.
Die in Nordafrika gelegene Stadt war ein alter römischer Bischofssitz, der im 7. Jahrhundert mit der islamischen Expansion unterging. Er lag in der römischen Provinz Numidien.
| Titularbischöfe von Aquae in Numidia |                                                   |                                                                         |                   |                  |
| Nr.                                  | Name                                              | Amt                                                                     | von               | bis              |
| 1                                    | Félix Scalais CICM Titularerzbischof pro hac vice | emeritierter Erzbischof von Léopoldville (Demokratische Republik Kongo) | 7. Juli 1964      | 17. August 1967  |
| 2                                    | Francis James Harrison                            | Weihbischof in Syracuse (USA)                                           | 1. März 1971      | 9. November 1976 |
| 3                                    | Patrick Laurence Murphy                           | Weihbischof in Sydney (Australien)                                      | 20. Dezember 1976 | 8. April 1986    |
| 4                                    | Juan Luis Martin Buisson PME                      | Apostolischer Vikar von Pucallpa (Peru)                                 | 18. April 1986    |                  |